# Slovački nacionalni ustanak
Slovački nacionalni ustanak bila je pobuna u Slovačkoj Republici tijekom Drugog svjetskog rata. Poslije prvih uspjeha ustanika, njemačke nacističke snage slamaju otpor ustanika.

## Povijest

### Pozadina
Slovačka Republika pod zapovjedništvom Jozefa Tisoa bila je nacistička marioneta koja je proglasila neovisnost 14. ožujka 1939., što je dovelo do raspada Čehoslovačke poslije Münchenskog sporazuma. Organiziran je čehoslovački pokret otpora, djelomice s podrškom čehoslovačke izbjegličke vlade u Londonu, koju je predvodio Edvard Beneš. Od 1944. pripreman je oružani ustanak protiv Tisovih snaga kao i protiv njemačke vojske u Slovačkoj.

### Ustanak
Ustanak započinje pod zapovjedništvom generala Jána Goliana u Banskoj Bystrici u središnjoj Slovačkoj, 29. kolovoza 1944. U početku pobune sudjelovalo je oko 18 000 članova pobunjeničke armade, složene s regularne slovačke armade, da bi se njihov broj vremenom popeo na blizu 60 000. Nijemci su dva dana poslije raspustili regularne vojne snage slovačke republike jer se smatralo da nisu dovoljno pouzdane da se stave u borbu protiv ustanika, jer je veliki broj vojnika dezertirao i priključio se pobunjenicima. Ustanici su preuzeli kontrolu nad velikim dijelom istočne Slovačke, uključujući i dvije zračne luke čime je omogućeno sovjetskoj vojsci da isporučuje vojni materijal kao pomoć ustanicima.
Poslije početnih uspjeha, ustanici su izgubili inicijativu. Sovjetska ofenziva na istočnom frontu nije napredovalo brzo do Slovačke kako su ustanici očekivali. Nijemci su poslali osam njemačkih divizija pod zapovjedništvom Gottloba Bergera koji je napao ustanike iz Češke i Mađarske, zajedno sa slovačkim snagama koje su bile odane Njemačkoj, čemu se ustanici nisu mogli oduprijeti. Banská Bystrica je pala 28. listopada i ustanici, koji su izbjegli uhićenje, prelaze djelomice u gerilsko ratovanje. Dva vojna zapovjednika, koja su se vratila iz egzila, generali Golian i Rudolf Viest, uhićeni su, mučeni i pogubljeni. Slovačka je ostala pod njemačkom kontrolom još 6 mjeseci kada Crvena armija preuzima kontrolu nad ovoj oblasti.